# NGC 3965
NGC 3965 је спирална галаксија у сазвежђу Пехар која се налази на NGC листи објеката дубоког неба.
Деклинација објекта је - 10° 51' 59" а ректасцензија 11h 54m 23,1s. Привидна величина (магнитуда) објекта NGC 3965 износи 15,7 а фотографска магнитуда 16,5. NGC 3965 је још познат и под ознакама NPM1G -10.0399.